# Guaduella
Guaduella je rod trajnica, jednosupnica iz potporodica Puelioideae, smješten u vlastiti tribus Guaduelleae.
Postoji šest vrsta raširenih po tropskoj Africi; sve su Hemikriptofiti. 

## Vrste
1. Guaduella densiflora Pilg.
2. Guaduella dichroa Cope
3. Guaduella humilis Clayton
4. Guaduella macrostachys (K.Schum.) Pilg.
5. Guaduella marantifolia Franch.
6. Guaduella oblonga Hutch. ex Clayton

## Sinonimi
- Microbambus K.Schum.